# Grekland i olympiska vinterspelen 1968
Grekland deltog med tre deltagare vid de olympiska vinterspelen 1968 i Grenoble. Ingen av landets deltagare erövrade någon medalj.